# 奧澤爾內 (科韋利區)
51°14′23″N 25°12′4″E / 51.23972°N 25.20111°E
奧澤爾內（烏克蘭語：Озерне），是位於烏克蘭西部的村莊，由沃倫州科韋利區的波沃爾西克市鎮負責管轄，面積2.08平方公里，海拔高度163米，人口250，人口密度每平方公里159.92人。